# Hamzanama
Le Hamzanama (en persan ou en ourdou حمزه نامه, L'épopée de Hamza) ou Dastan-e-Amir Hamza (en persan ou en ourdou داستان امیر حمزه, Les aventures d'Amir-Hamza) est un ensemble de récits légendaires ayant pour personnage principal Hamza ibn Abd al-Muttalib, l'oncle paternel de Mahomet, ayant vécu au VIIe siècle ap. J.-C., mais qui a rapidement intégré de nombreux éléments relevant du merveilleux. Probablement né en Perse au IXe siècle, transmis et remodelé par la tradition orale, il connaît sa première grande version écrite sur la commande de l'empereur moghol Akbar dans la seconde moitié du XVIe siècle. Après une période d'éclipse au cours de laquelle la tradition orale manque de s'éteindre, le Hamzanama fait l'objet d'un regain d'intérêt de la part des savants et des artistes dans les années 2000.

## Histoire de l'œuvre

### Les versions orales
Le Hamzanama naît sans doute en Perse au IXe siècle, puis est transmis et remodelé par la tradition orale. Il se diffuse largement au Moyen-Orient et jusqu'en Inde, où il est transmis via le genre narratif des dastan (récits oraux liés les uns aux autres, mettant en scène un héros protecteur et racontés par des dastangos, conteurs professionnels).
Au début du XXe siècle, cette tradition orale se perd peu à peu ; le dernier grand dastango, Mir Baqar Ali, meurt en 1928. Cependant, dans les années 2000, le cycle suscite l'intérêt des universitaires et, par contrecoup, celui des conteurs : en 2002, une exposition consacrée au Hamzanama d'Akbar dans la Smithsonian’s Arthur M. Sackler Gallery, au National Mall à Washington, fait découvrir le cycle à un nouveau public et montre la nécessité de sauver les traditions orales et de réaliser de nouvelles traductions et études.

### Les versions écrites

#### LeHamzanamad'Akbar

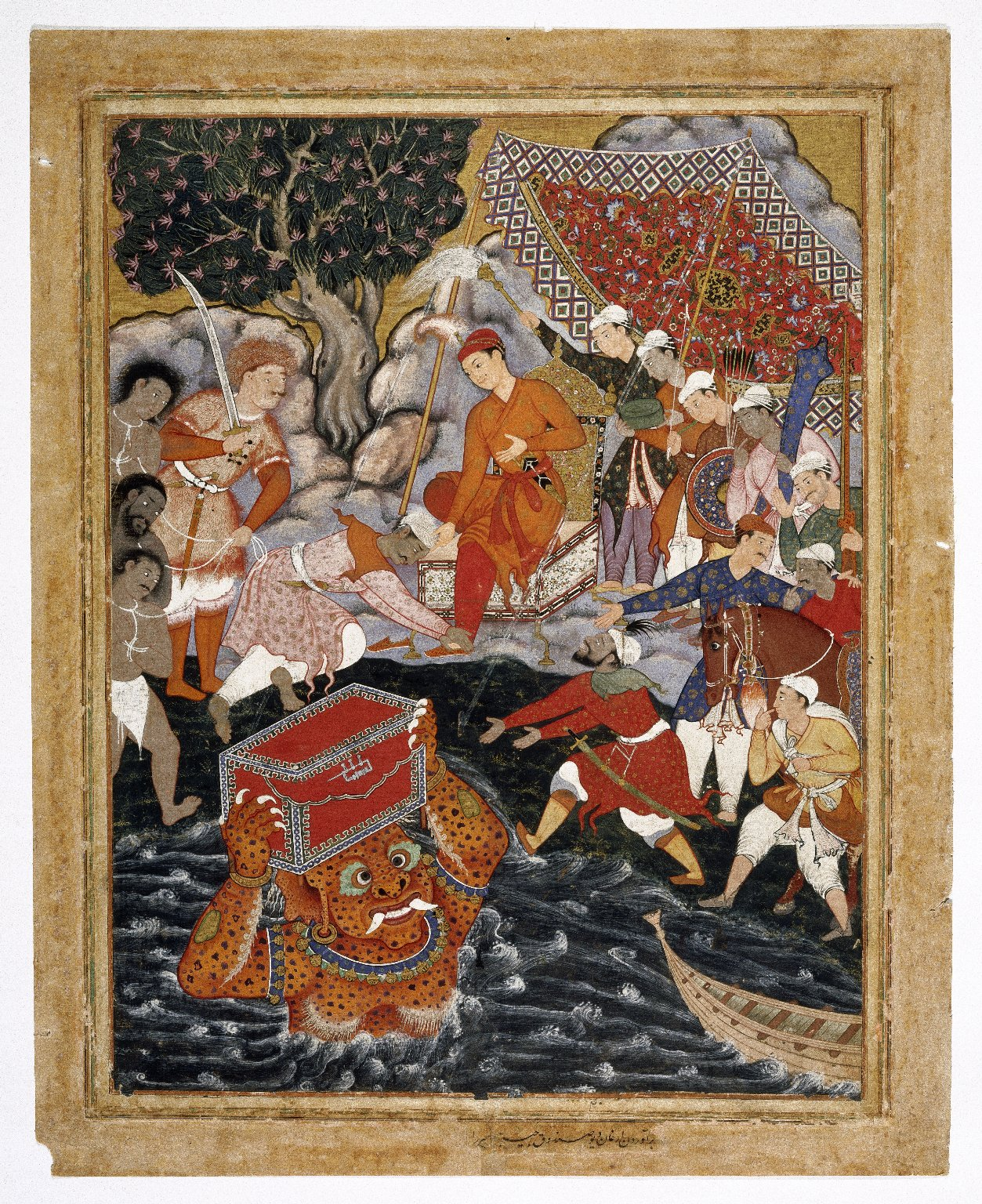
Arghan Div apporte le coffre d'armure à Hamza, peinture illustrant le Hamzanama d'Akbar. Aquarelle et or sur coton. Brooklyn Museum.

En 1562, l'empereur moghol Akbar commande une version écrite du Hamzanama, qui prend la forme d'un manuscrit enluminé orné de 1400 illustrations de grande taille. L'achèvement de l'ouvrage prend quinze ans. Seules moins de 200 illustrations ont été conservées.

#### Éditions et traductions modernes
En 1855, Ghalib Lakhnavi publie en Inde une édition du Hamzanama en ourdou, qui est ensuite révisée en 1871 par Abdullah Bilgrami. En 2008, la première traduction anglaise intégrale du cycle est publiée par Musharraf Ali Farooqi sur la base de ces deux éditions.

## Adaptations
En 2009, le metteur en scène indien Naseeruddin Shah monte The Adventures of Amir Hamza, un spectacle de dastangoi.